# Željka Antunović
Željka Antunović (Virovitica, 15 settembre 1955) è una politica croata.

## Biografia
Nata a Virovitica in Jugoslavia, Željka Antunović mosse i primi passi in politica nel 1990 aderendo al Socijaldemokrati Hrvatske (SDH), un partito di sinistra all'epoca in contrasto con il Partito Socialdemocratico di Croazia (SDP), diretto discendente della Lega dei Comunisti di Croazia. Per via degli scarsi risultati elettorali, il SDH decise di confluire nel SDP e nel nuovo partito la Antunović divenne una esponente influente.
Nel 1995 fu eletta deputata e nel 2000 ottenne sia la vicepresidenza del partito sia la carica di vice primo ministro nel governo di Ivica Račan. Nel 2002 Račan la nominò Ministro della Difesa, rendendola così la prima donna ad occupare questo ruolo.
Nel 2007 Račan dovette lasciare il suo incarico di presidente del SDP per via di alcuni problemi di salute e così la Antunović, che era la sua vice, divenne presidente fino al successivo congresso di partito. Račan morì pochi giorni dopo e così nel partito si aprì una corsa alla successione che vide protagonisti la Antunović, Zoran Milanović, Milan Bandić e Tonino Picula. Pur essendo in una posizione di vantaggio, la Antunović arrivò seconda alle spalle di Milanović, che divenne così il nuovo presidente.